# Borthsche Ley
Bei der Borthschen Ley handelt es sich um ein 8,20 km langes Fließgewässer mit der Kennziffer 279112. Der teilweise trocken gefallene Bach fließt von Borth aus in westlicher Richtung vorbei am Salzbergwerk Borth und den Menzelener Seen in Richtung Poll. Südlich von Ginderich mündet die Breite Wardtley in die Borthesche Ley, bevor sich diese mit dem Schwarzen Graben vereinigt und schließlich bei Unterbirten im Naturschutzgebiet Bislicher Insel in den Altrhein fließt.
Ein Teil des Bachlaufes bildet die Grenze zwischen den Weseler Ortsteilen Büderich und Ginderich mit dem Rheinberger Ortsteil Borth und dem Alpener Ortsteil Menzelen.
Der Niederungs-Komplex gilt als strukturreich, er ist überwiegend durch Grünland, Hecken und Kopfbäume geprägt.
Derzeit wird ein Projekt auf den Weg gebracht, das die Einleitung des Niederschlagswassers aus Borth u. a. in die Borthsche Ley und die Schaffung von Verrieselungsflächen vorsieht. Ziel sind neben dem Hochwasserschutz auch eine naturnahe Entwicklung und eine Erhöhung der Lebensqualität.
Die Borthsche Ley liegt innerhalb des Landschaftsschutzgebietes Schwarzer Graben / Borthsche Ley.